# Calle de Ferran

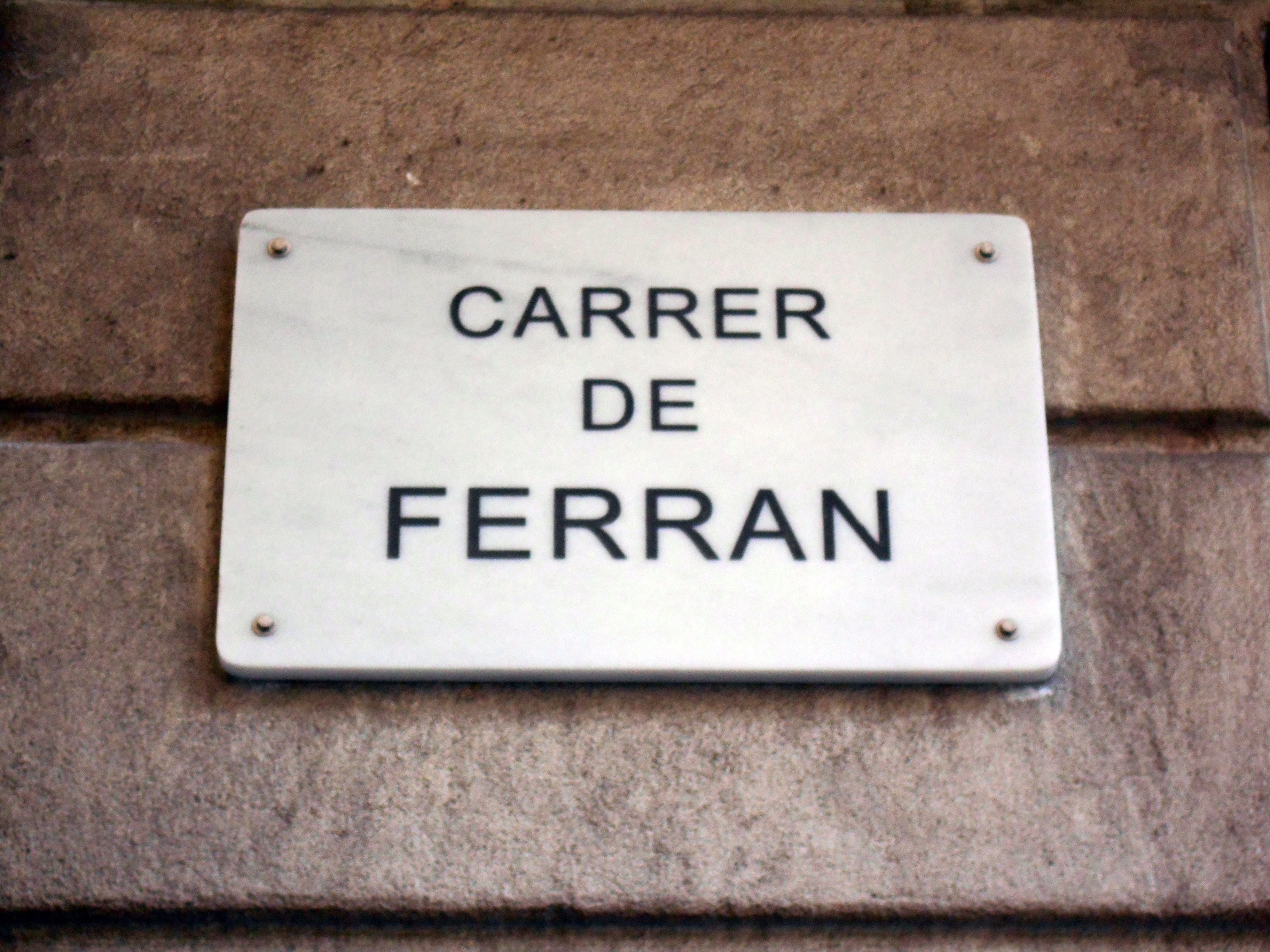
Placa de la calle.

La calle de Ferran (en catalán y oficialmente desde 1980 carrer de Ferran) es una calle del barrio Gótico de Barcelona, paralela al mar, que se ha convertido en una de las vías más emblemáticas de la ciudad. Desde 1910 enlaza la Rambla con la plaza de San Jaime, fruto de un proyecto del Ayuntamiento de Barcelona durante la legislatura de 1820-23, proyectado por el arquitecto Josep Mas i Vila que pretendía unir la Rambla con el parque de la Ciudadela.
Inicialmente la calle fue bautizada como calle de Fernando VII de España, que era el rey que reinaba en aquella época, sin embargo, a partir del año 1910, fue rebautizada con el nombre de calle de Fernando. Durante la Segunda República Española cambió a calle de Fivaller. En 1939 recuperó el nombre de Fernando, hasta que en 1980 se transformó en Ferran.